# Ansitz Kränzl

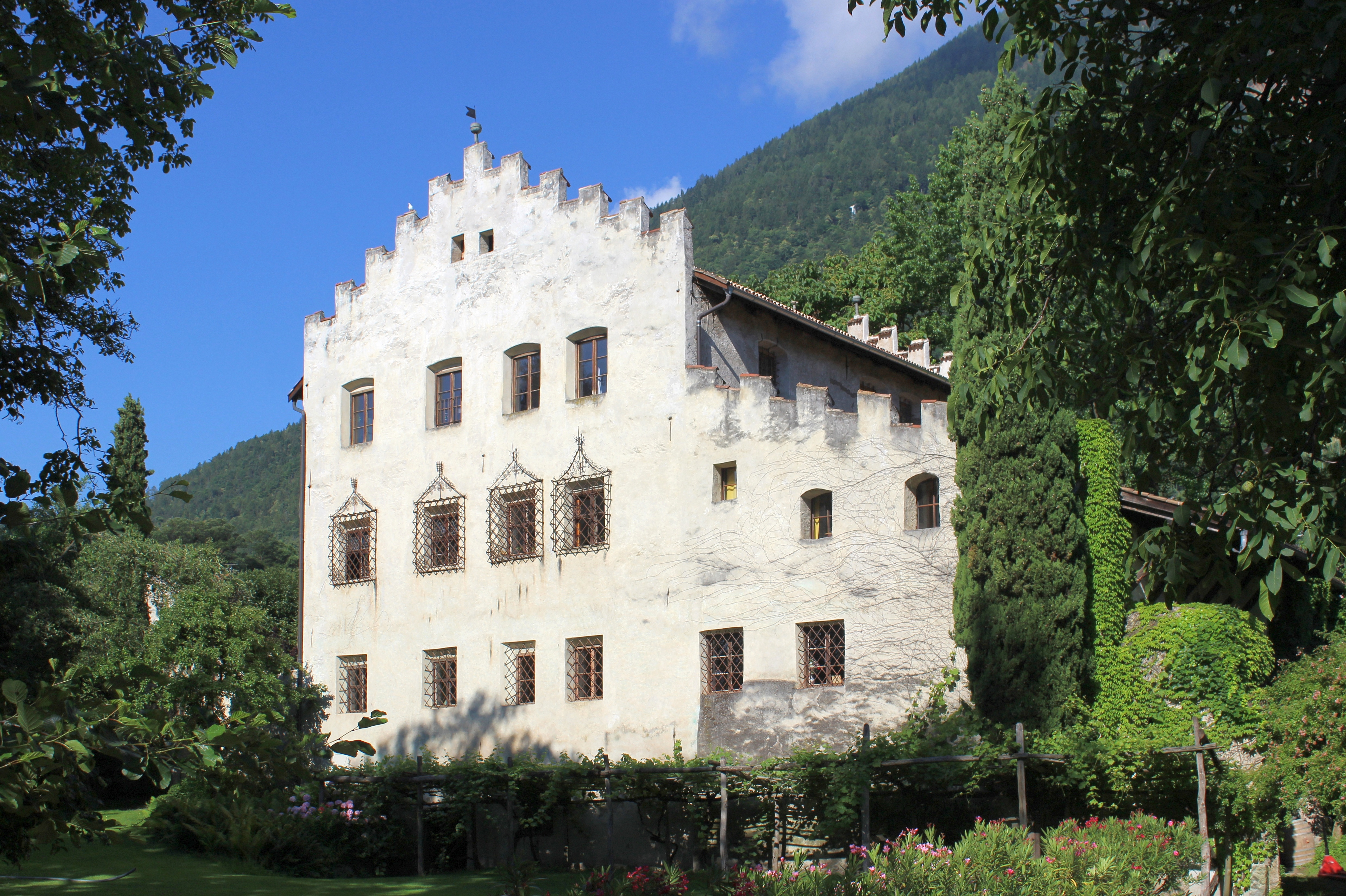
Ansitz Kränzl

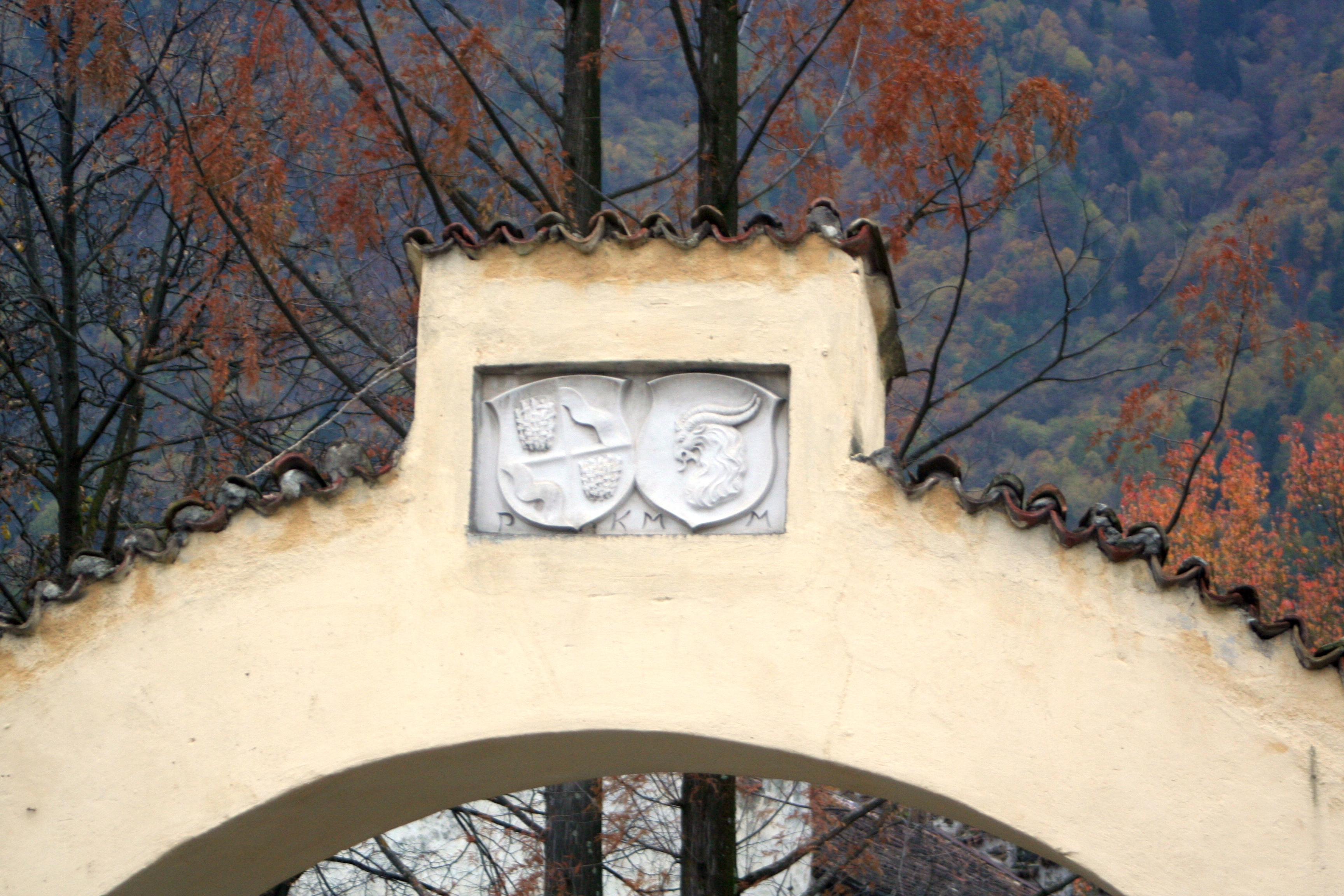
Torbogen mit Allianzwappen

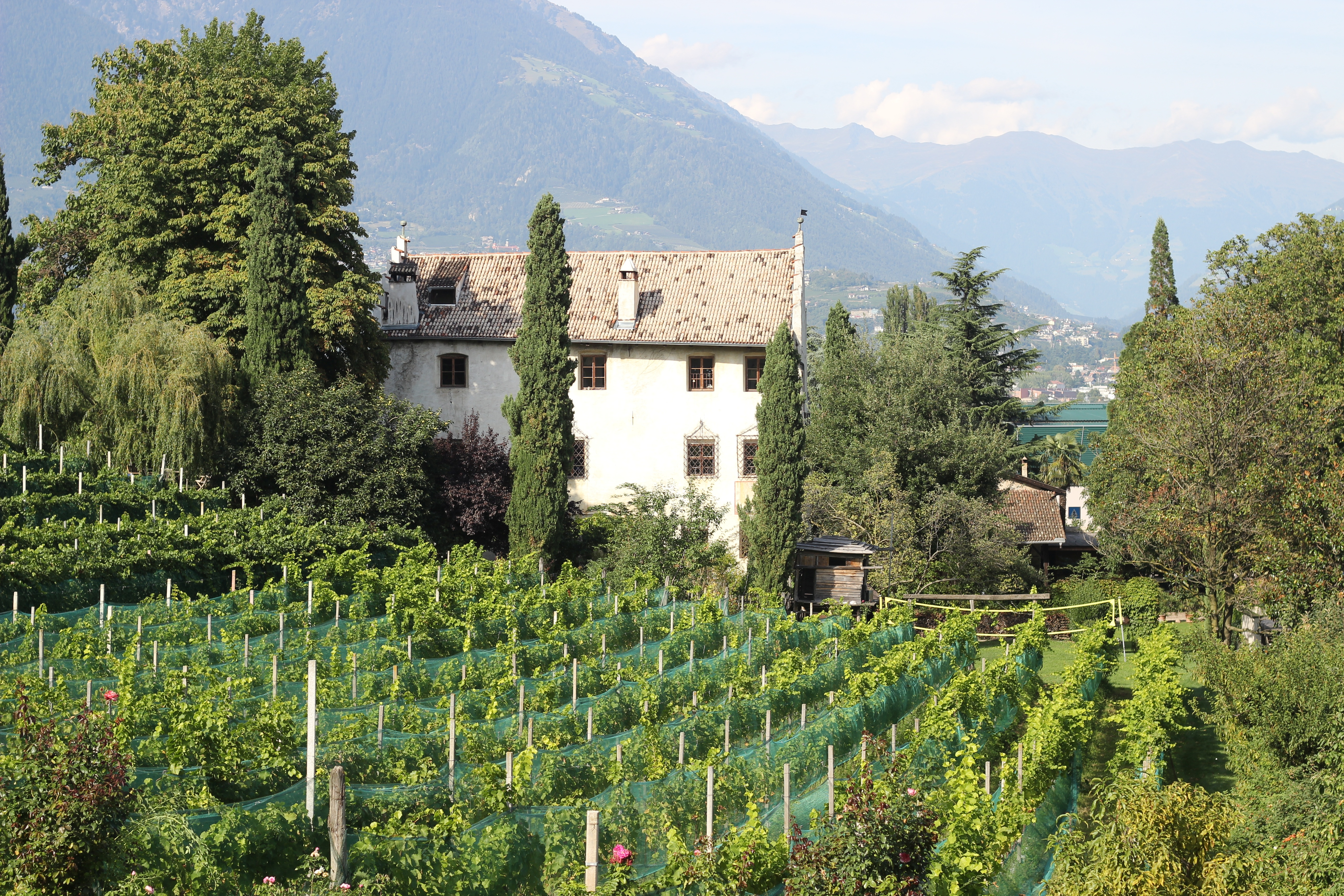
Südansicht

Der Ansitz Kränzl, auch Kränzel und Kränz(e)lhof genannt, ist ein altes Weingut und geschütztes Baudenkmal der Gemeinde Tscherms in Südtirol.

## Geschichte
1350 kauften die Botsch den Edelsitz und verliehen ihn als Lehensbesitz weiter: von 1369 bis Ende des 15. Jahrhunderts an die Kränzler, im späten 16. Jahrhundert an die Gotzet von Augsburg, ab 1600 an Andre Bergamaschg von Gmünd, 1621 an Hans Scheiter von Lebmannsegg und zuletzt an Hans Prugger von Hall, der im Jahr 1629 mit dem Prädikat „von Krenzl“ in den Adelsstand erhoben wurde. 1637 starben die Botsch aus, und der Kränzlhof fiel an den Tiroler Landesfürsten zurück. 1647 wurde der Ansitz an die Freiherren von Stachelburg veräußert. Als der letzte Stachlburger 1809 in der ersten Bergisel-Schlacht fiel, ging das Anwesen auf die Freiherren von Schneeburg über. Ihnen folgten als Besitzer die Giovanelli zu Gerstburg und Hörtenberg, die Kripp sowie zuletzt die Grafen von Pfeil, die es noch heute besitzen.

## Weinbau
Der Ansitz besitzt eine sehr alte Weinbautradition. Der Weinbau war vor 400 Jahren in Tscherms die vorherrschende Einnahmequelle. 2001 wurden am Kränzlhof Weinrechnungen des 16. Jahrhunderts aufgefunden, die enge Wirtschaftsbeziehungen der Tschermser Gegend mit dem süddeutsch-schwäbischen Raum belegen. Insbesondere wurden örtliche Weine nach Füssen und Augsburg geliefert, wobei in die Geschäftsgebarung die Augsburger Patrizierfamilien Linck und Gotzet einbezogen waren und die Transporte über den Fernpass abgewickelt wurden.

## Beschreibung
Der Bau stammt in seiner heutigen Form aus dem frühen 17. Jahrhundert und ist mit Zinnengiebeln und Fenstern mit Schmiedeeisengittern versehen. Einst war das Anwesen von Mauern umschlossen, von dem nur der gemauerte Torbogen mit Allianzwappen erhalten ist. Der Innenbereich beherbergt einen Gang mit Tonnengewölbe und Putzgraten sowie eine Stube mit Renaissancetäfelung.